# Брендан Айк
Брендан Айк (на английски: Brendan Eich) е американски програмист, създател на езика за програмиране JavaScript и съосновател на Mozilla и Mozilla Foundation. Служи като главен технически директор на Mozilla Corporation, а след това за кратко и като главен изпълнителен директор, преди да бъде принуден да подаде оставка заради позицията си срещу еднополовите бракове. По-късно основава Brave Software.